# La Crucifixion (Bellini, Prato)
La Crucifixion (titre italien Cristo crocifisso in un cimitero ebraico) est un tableau du peintre Giovanni Bellini réalisé vers 1500-1502. Cette peinture à l'huile sur panneau représente le Christ crucifié  dans un cimetière juif. Elle est conservée dans la Collection Banca Popolare di Vicenza, Galerie Palazzo degli Alberti, à  Prato, en Toscane.